# Crkvice (Černá Hora)
Crkvice (srbsky Црквице) je vesnice v Krivošije, na úpatí Mount Orjen v Černé Hoře. Jde o místo s největším úhrnem dešťových srážek v Evropě. Dnes je oblast prakticky neobydlená. Crkvice byla v největším období rozkvětu během Rakousko-uherské monarchie do konce první světové války, když byl současný stát Černá Hora součástí monarchie.

## Historie
Během období Rakousko-uherské monarchie byla Crkvice využívána jako základní vojenský tábor. Opevnění Fort Kom (Crkvice Ostfort) and Fort Stražnik (Crkvice Westfort) byla vystavěna rakouskouherským vojskem v první polovině 19. století, a byla součástí nejdelšího opevnění směrem k hranici s historickým územím tehdejší Černé Hory. Během tohoto období zde bylo vybudováno 150 objektů, včetně vojenských tréninkových cvičišť, hotelů, tenisových kurtů, bowlingových drah, footbalových hřišť s místy pro 1 000 diváků, kina, kostela, pekárny, nemocnice, pošty, stájí, a dokonce lanovky. Během rakousko-uherského období měla Crkvice kolem 10 000 obyvatel. Pekařství v Crkvici produkující 24 tun chleba denně bylo největší na Balkáně v této době.
Památník věnovaný rebelům Krivošijského povstání v roce 1869 byl otevřen v Crkvici ke stému výročí povstání v roce 1969.

## Podnebí
Crkvice se nachází v středozemním podnebí. Zatímco léto je zde horké a slunečné, podzim, zima a jaro jsou deštivé období. Zvláště v přímořských Dinárských horách je srážkové období větší, než na jiných místech v Evropě.
Roční dešťové srážky v Crkvici jsou okolo 5 100 milimetrů (200 palců). Jako ve většině středomořských oblastí dochází k největším dešťovým srážkám během zimního období, ale ve vyšších horských oblastech je zde druhé největší srážkové období během léta. Srpen je obvykle velmi suché období.
S maximálním úhrnem 350 m³/s vody je zde jeden z největších podzemních krasových toků poblíž města Risan. Většinu času je neaktivní, ale při silných deštích tvoří skoro 20 m vysoký vodopád nad zálivem Kotor.
Vyskytují se zde dva větrné systémy, které mají vliv na místní klima: bóra a jugo. Silný severní chladný vítr bóra se zde objevuje typicky v zimě, nejvíce v Risanském zálivu. Poryvy větru mohou dosahovat až 250 km/h a mohou vést k významnému snížení teploty na několik hodin s mrazivým jevem, který může mít vliv na místní faunu a flóru. Naopak jugo je silný teplý tropický jižní vítr a často se vyskytuje s přicházejícím silným deštěm. Objevuje se během celého roku, ale nejvíce frekventovaný je během podzimu a jara.

## Galerie

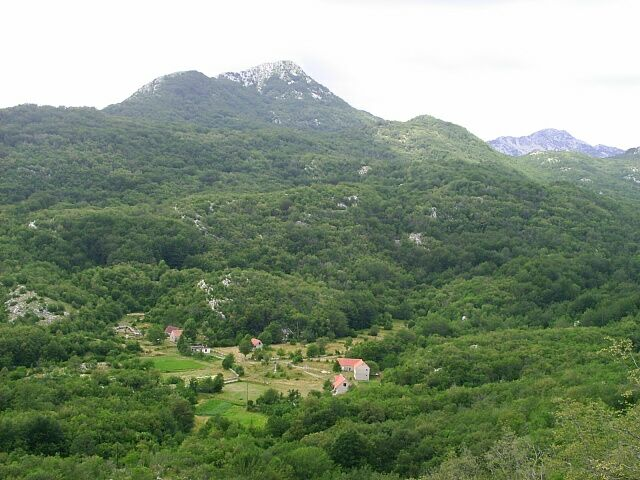
Pohled na vesnici
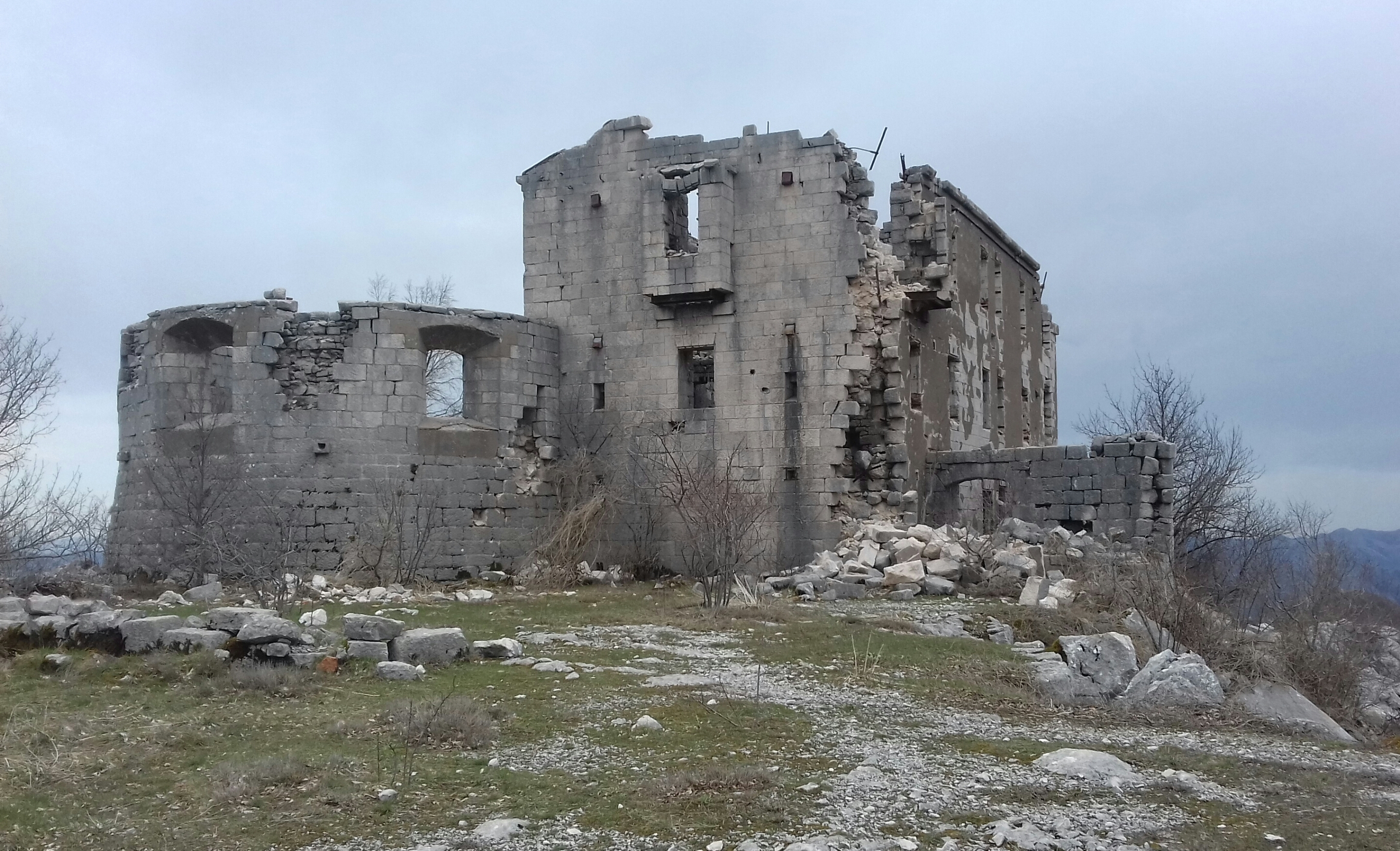
Tvrđava Kom (2018)
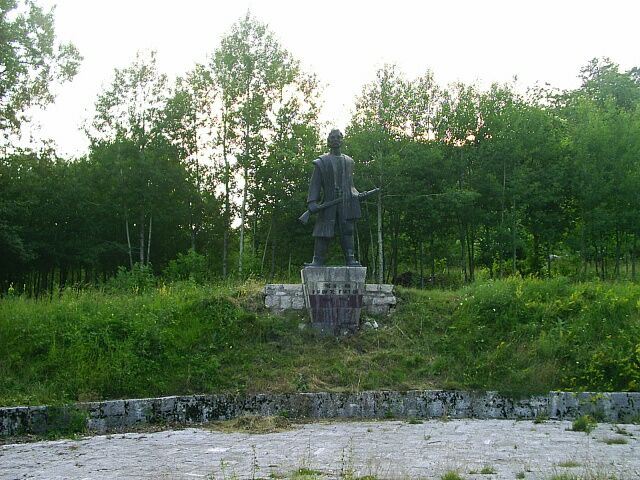
Památník Krivošijského povstání
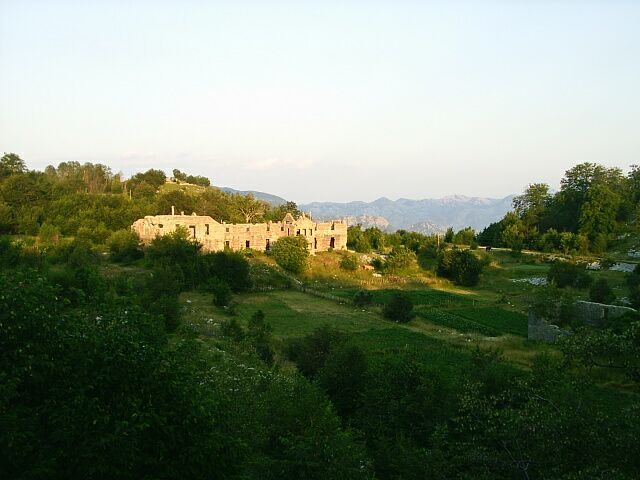
Trosky rakouských kasáren
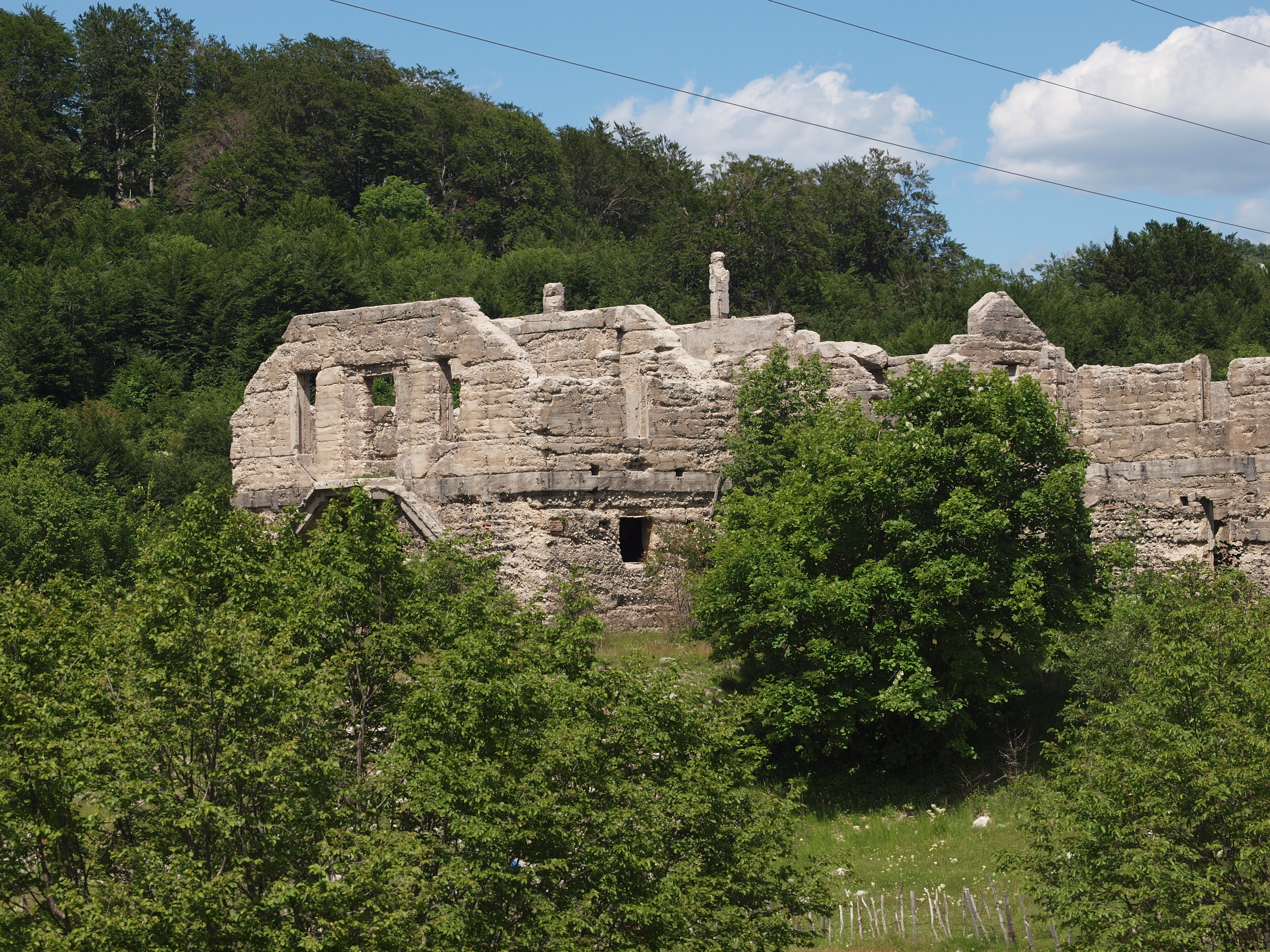
Crkvice, současnost
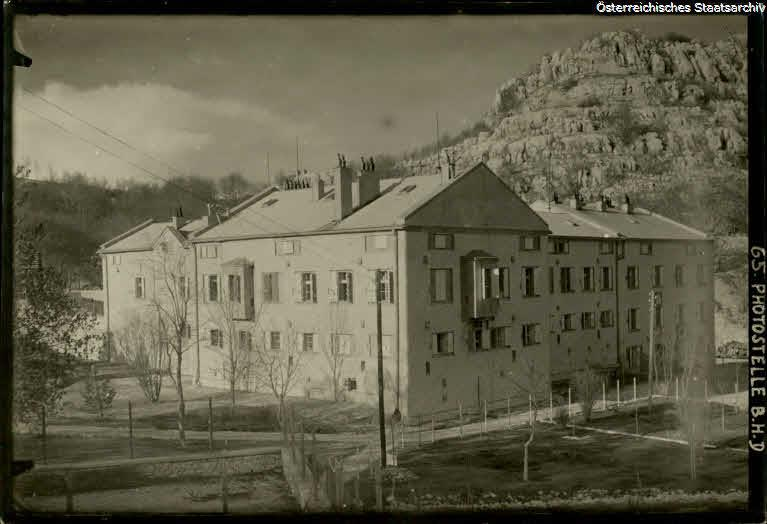
Historická fotka kasáren (1918)
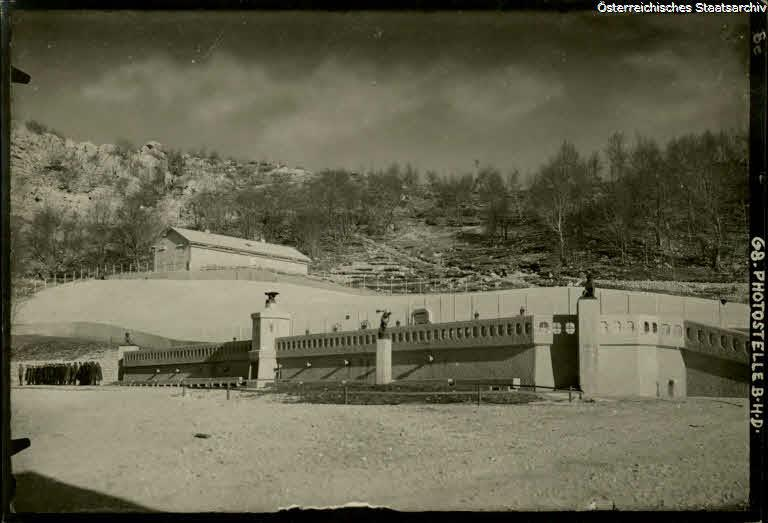
Vojenský areál Crkvice (1918)